# Micrutalis tripunctata
Micrutalis tripunctata är en insektsart som beskrevs av Leon Fairmaire. Micrutalis tripunctata ingår i släktet Micrutalis och familjen hornstritar. Inga underarter finns listade i Catalogue of Life.